# موهنلال
موهانلال (انگلیسی: Mohanlal؛ زادهٔ ۲۱ مه ۱۹۶۰) یک هنرپیشه و تهیه‌کننده اهل هند است. وی از سال ۱۹۷۸ میلادی تاکنون مشغول فعالیت بوده‌است.
از فیلم‌ها یا برنامه‌های تلویزیونی که وی در آن نقش داشته است می‌توان به فصل اشاره کرد.

## فیلم‌شناسی
فهرست برخی از فیلم‌هایی که موهنلال در آن‌ها به ایفای نقش پرداخته است:
- فصل
- اسکندر
- پروانه‌ها
- محله چینی‌ها
- فلش
- زندگی زیباست
- دوتا
- عکاس
- دید ظاهری
- آب سیاه
- قفل زینتی
- زیارت
- راهنمای معنوی
- محافظ
- کسی مثل تو
- آبهیمانیو
- هاریکریشناس
- تاچولی وارگیس چکاور
- خیلی خیلی دور
- گاراژ مردمی
- منطقه
- چاندرا لکها
- قلعه‌ای در هوا
- کایام‌کولام کوچونی
- نادوگانگی
- از فصل اول
- ظاهر فریبنده ۲ (۲۰۲۱)
- رابطه
- سوسک